# Baía Barcley

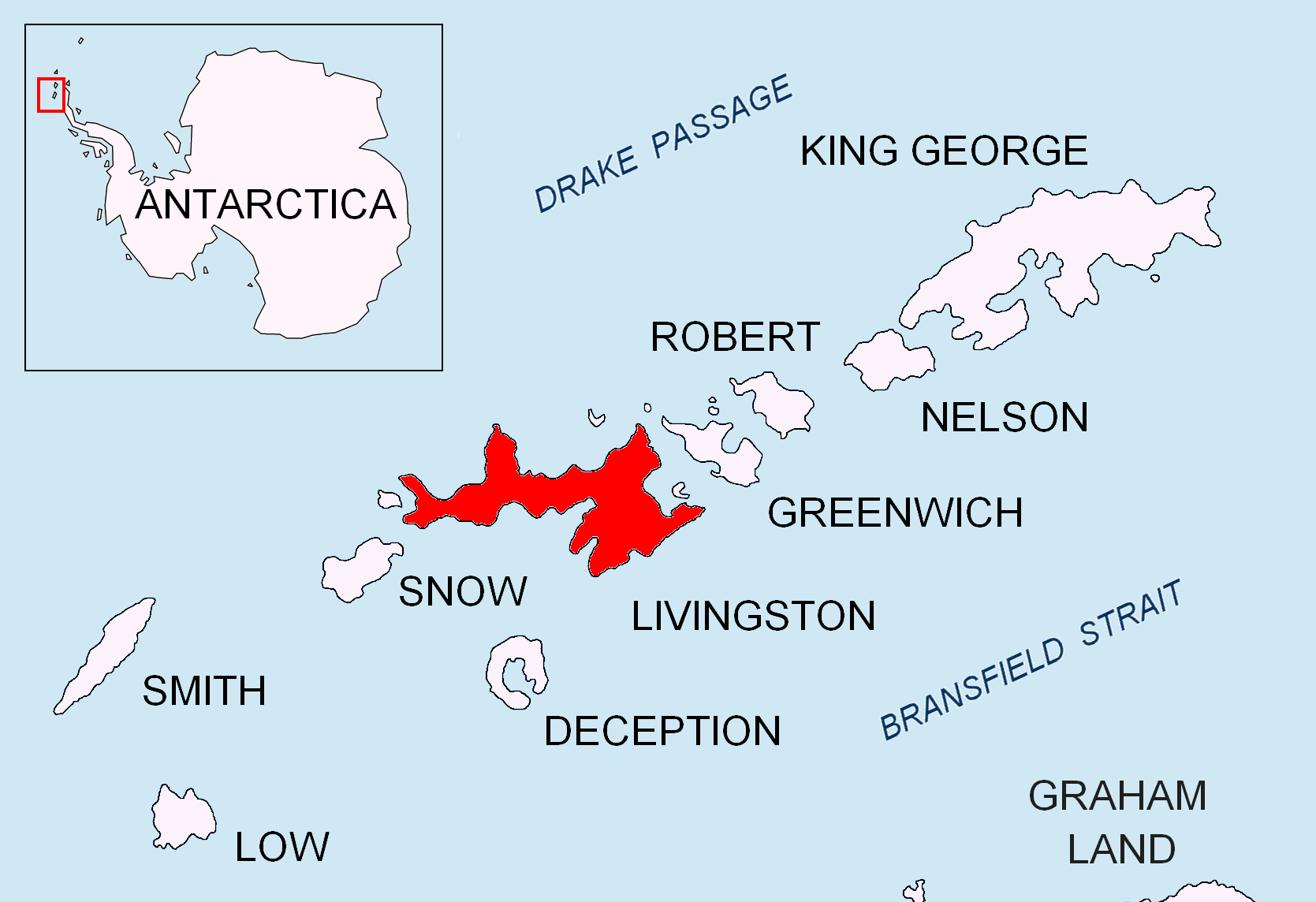
Localização da Ilha Livinston nas Ilhas Chetland do Sul

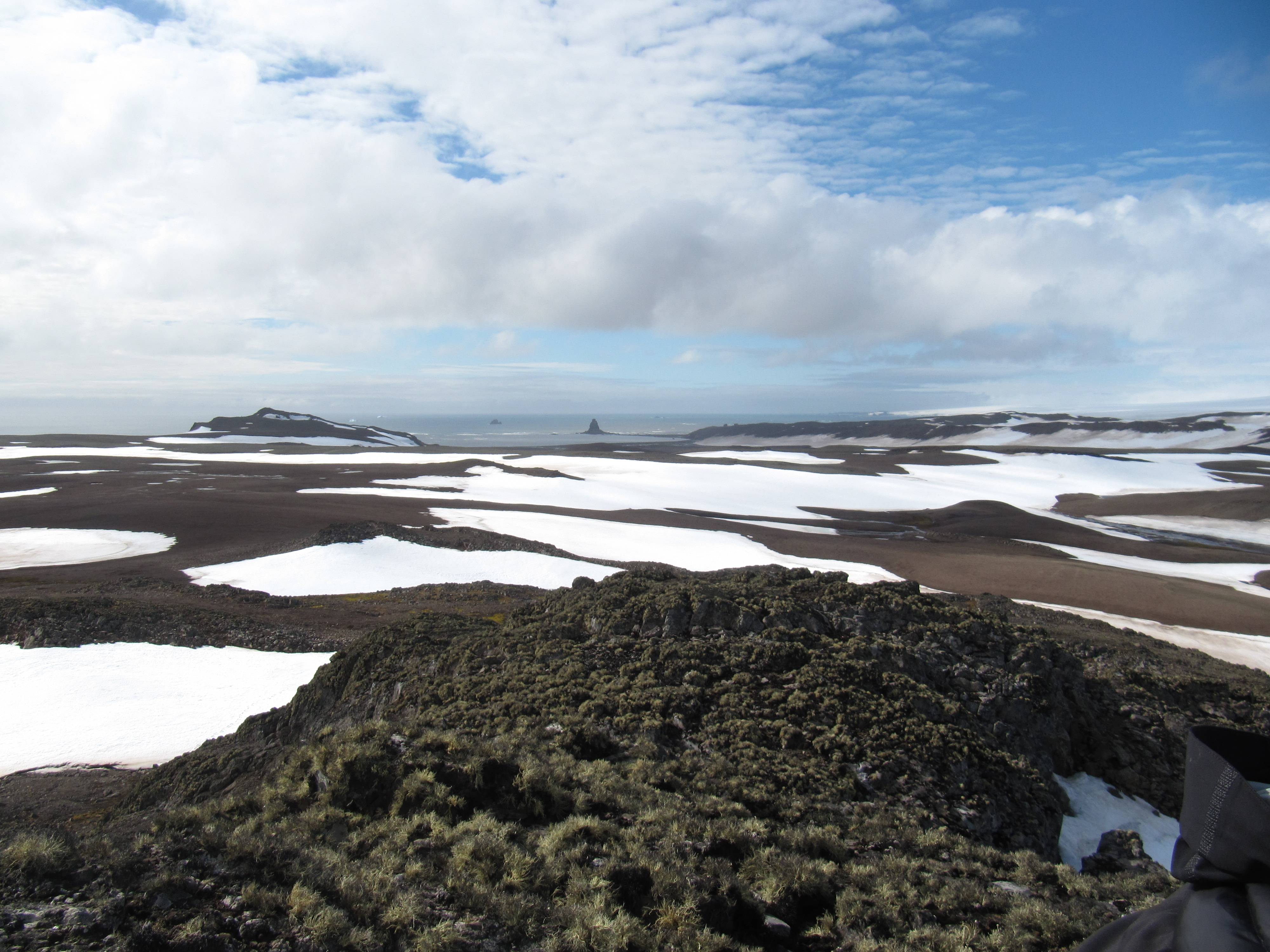
Praias de Barclay Bay e roubo de perto do Lago Basalt na Peninsula Byers, Ilha Livinston.

Barclay Bay ( 62° 33′ S, 60° 58′ O   ) é uma baía em Passagem de Drake, situada entre Cabo Shirreff e Ponto Essex, no lado norte da Ilha Livingston, nas Ilhas Shetland do Sul. O nome aparece em um gráfico de 1825 da expedição britânica de selos sob James Weddell e agora está estabelecido em uso internacional. 

## Mapas
- Ilhas Shetland do Sul. Escala 1: 200000 mapa topográfico n ° 5657. DOS 610 - W 62 60. Tolworth, Reino Unido, 1968.
- Ilhas Livingston e Decepción. Mapa topográfico em escala 1: 100000. Madri: Serviço Geográfico do Exército, 1991.
- LL Ivanov et al. Antártica: Livingston Island e Greenwich Island, Ilhas Shetland do Sul. Escala 1: 100000 mapa topográfico. Sofia: Comissão Antártica de Nomes de Lugares da Bulgária, 2005.
- LL Ivanov. Antártica: Ilhas Livingston e Greenwich, Robert, Snow e Smith . Escala 1: 120000 mapa topográfico. Troyan: Fundação Manfred Wörner, 2009. ISBN 978-954-92032-6-4
- Banco de dados digital antártico (ADD). Escala 1: 250000 mapa topográfico da Antártica. Comitê Científico de Pesquisa Antártica (SCAR). Desde 1993, regularmente atualizado e atualizado.
- LL Ivanov. Antártica: Livingston Island e Smith Island . Escala 1: 100000 mapa topográfico. Fundação Manfred Wörner, 2017. ISBN 978-619-90008-3-0 ISBN   978-619-90008-3-0

## Em ficção
Barclay Bay faz parte da mise-en-scène do romance de suspense da Antártica , The Killing Ship, de autoria de Elizabeth Cruwys e Beau Riffenburgh, sob o pseudônimo conjunto Simon Beaufort em 2016. O enredo envolve um navio enviado para o fundo da baía, que é mostrado em um mapa da ilha de Livingston, ilustrando o livro.  

## Galeria

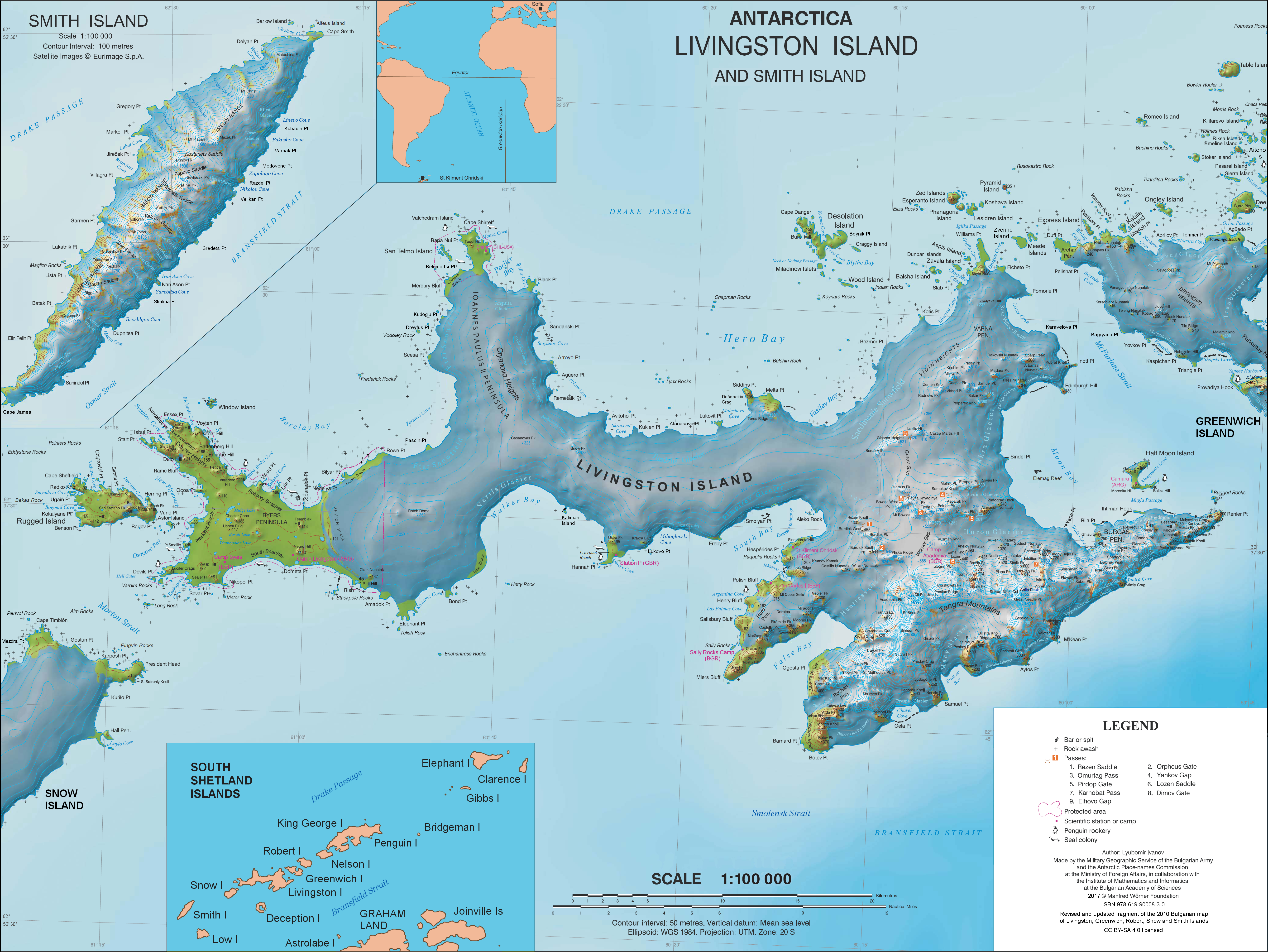
Mapa topográfico de Livingston Island
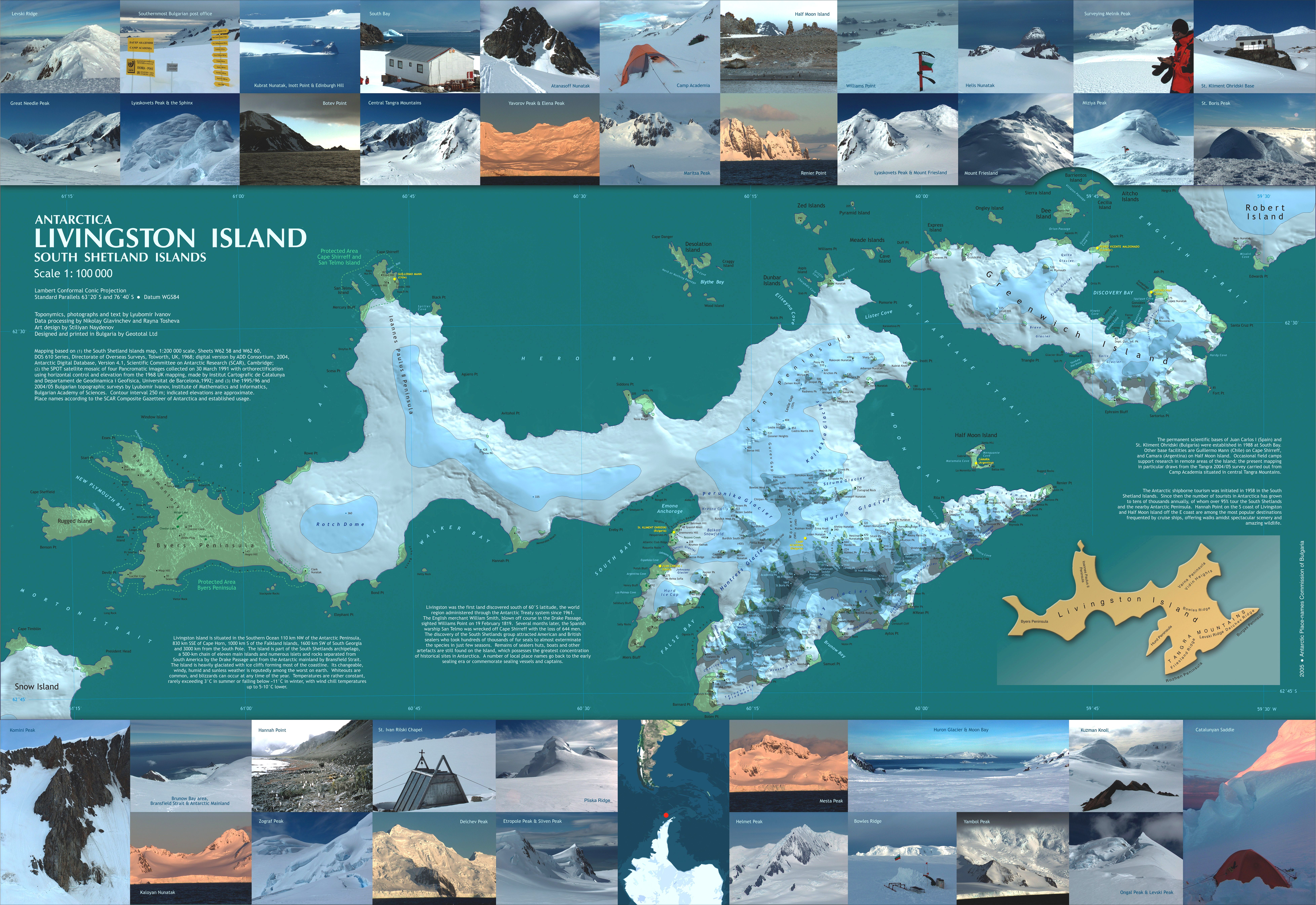
Antártica: Livingston Island e Greenwich Island, Ilhas Shetland do Sul
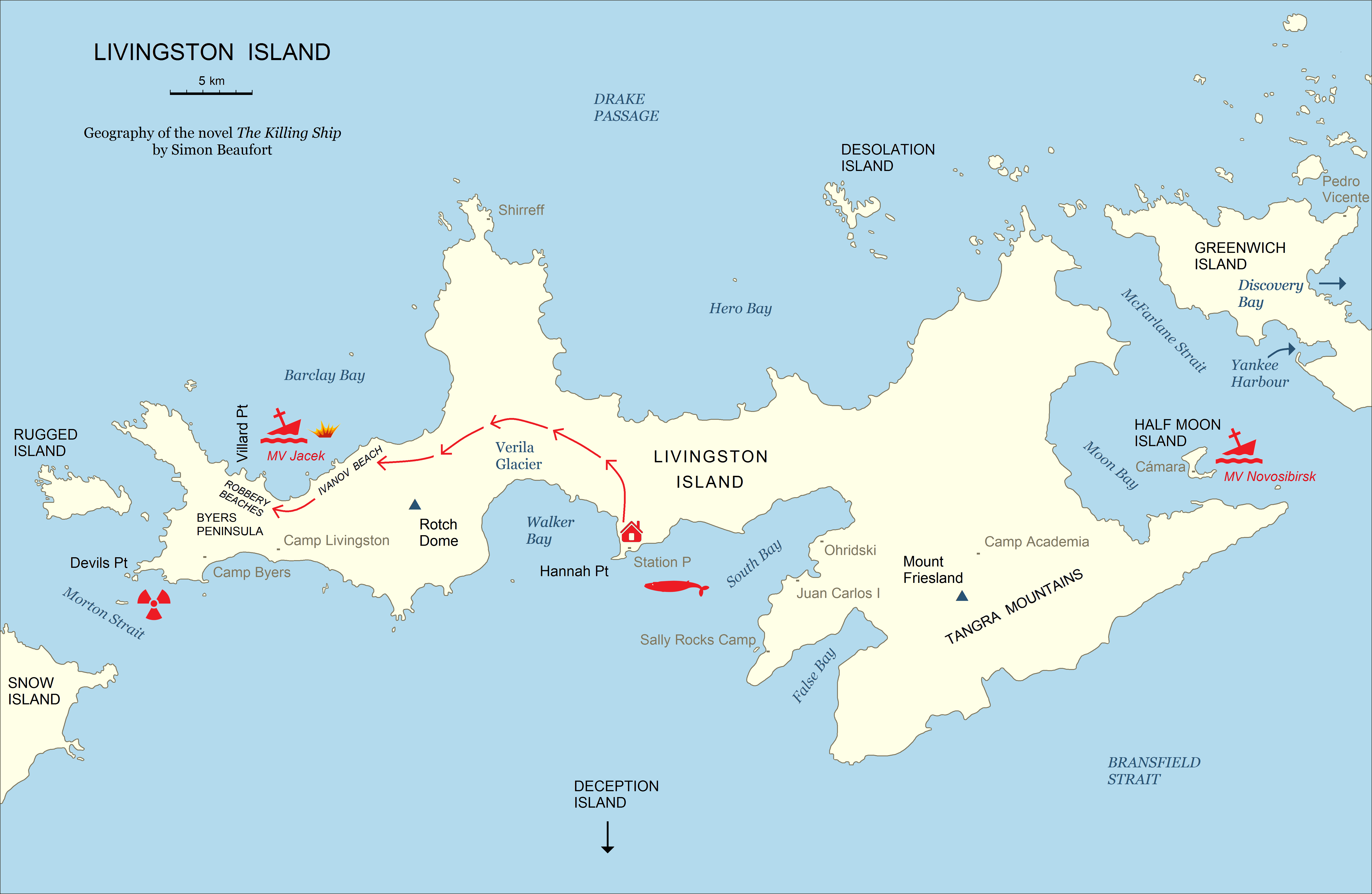
Geografia do romance de suspense  O navio que mata por Simon Beaufort